# Pausinystalia
Genre
Classification phylogénétique
Pausinystalia est un genre qui regroupe 13 espèces de plantes à fleurs de la famille des Rubiaceae, originaires des régions tropicales d'Afrique de l'Ouest.

## Liste des espèces
Nota : Cette liste est incomplète et pourrait inclure des synonymes.
- Pausinystalia bequaerti De Wild.
- Pausinystalia brachythyrsum (K. Schum.) De Wild.
- Pausinystalia ituriense De Wild.
- Pausinystalia johimbe (K. Schum.) Pierre ex Beille
- Pausinystalia lane-poolei (Hutch.) Hutch. ex Lane-Poole
- Pausinystalia macroceras (K. Schum.) Pierre ex Beille
- Pausinystalia mayumbensis R.D. Good
- Pausinystalia pachyceras (K. Schum.) De Wild.
- Pausinystalia sankeyi Hutch. & Dalziel
- Pausinystalia talbotii Wernham
- Pausinystalia trillesii Beille